# Rhipha niveomaculata
Rhipha niveomaculata là một loài bướm đêm thuộc phân họ Arctiinae, họ Erebidae.